# 克龙斯加尔德
克龙斯加尔德是德国石勒苏益格－荷尔斯泰因州的一个市镇。总面积5.92平方公里，总人口231人，其中男性98人，女性133人（2011年12月31日），人口密度39人/平方公里。